# Nokia 1110
O Nokia 1110 e Nokia 1110i são modelos de telemóvel fabricados pela Nokia. O 1110 foi lançado em 2005 e o 1110i em 2006.  Ambos destinados a novos utilizadores de telemóvel. Na opinião da Nokia, o 1110i tem a vantagem de facilidade de uso, confiabilidade e baixo preço. Estes tipos de telemóvel são bastante idênticos aos modelos da Nokia 1100.
Entre janeiro e maio de 2007, o modelo 1110 foi vendido pela Nokia como a sua baixa base de gama do modelo monocromático, até ser substituído pelo Nokia 1200. Um dos seus principais mercados é o dos países em desenvolvimento.

## Especificações
Com as medidas 104 x 44 x 17 mm, pesando 80 gramas possui um ecrã monocromático com um relógio analógico e uma bateria Nokia BL-5C Li-Ion 900 mAh. É um dos primeiros telemóveis da Nokia a incluir toques polifónicos e com vibração. Inclui ainda a função de alarme, e uma antena interna de rede 2G GSM 900/1800.